# Comuna Härnösand
Härnösand (Härnösands kommun) este o comună din comitatul Västernorrlands län, Suedia, cu o populație de 24.509 locuitori (2013).

## Geografie

### Zone urbane
Lista celor mai mari zone urbane din comună (anul 2015) conform Biroului Central de Statistică al Suediei:
| Nr | Zona urbană | Pop.   |
| -- | ----------- | ------ |
| 1  | Härnösand   | 18.426 |
| 2  | Älandsbro   | 928    |
| 3  | Ramvik      | 450    |

## Demografie
| \| Evoluția demografică în comuna Härnösand, 1970–2015 \| Evoluția demografică în comuna Härnösand, 1970–2015 \| Evoluția demografică în comuna Härnösand, 1970–2015 \| Evoluția demografică în comuna Härnösand, 1970–2015 \| Evoluția demografică în comuna Härnösand, 1970–2015 \| \| ----------------------------------------------------------------------------------------------------- \| --------------------------------------------------- \| --------------------------------------------------- \| --------------------------------------------------- \| --------------------------------------------------- \| \| An \| \| \| Locuitori \| \| \| 1970 \| 1970 \| \| 26953 \| 26953 \| \| 1975 \| 1975 \| \| 27051 \| 27051 \| \| 1980 \| 1980 \| \| 27756 \| 27756 \| \| 1985 \| 1985 \| \| 27338 \| 27338 \| \| 1990 \| 1990 \| \| 27446 \| 27446 \| \| 1995 \| 1995 \| \| 27326 \| 27326 \| \| 2000 \| 2000 \| \| 25493 \| 25493 \| \| 2005 \| 2005 \| \| 25227 \| 25227 \| \| 2010 \| 2010 \| \| 24611 \| 24611 \| \| 2015 \| 2015 \| \| 25066 \| 25066 \| \| Sursa: SCB - Statistika Centralbyrån, Folkmängd efter region, civilstånd, ålder och kön. År 1968–2016 \| \| \| \| \| |      |  |           |       |
| Evoluția demografică în comuna Härnösand, 1970–2015 |      |  |           |       |
| An |      |  | Locuitori |       |
| 1970 | 1970 |  | 26953     | 26953 |
| 1975 | 1975 |  | 27051     | 27051 |
| 1980 | 1980 |  | 27756     | 27756 |
| 1985 | 1985 |  | 27338     | 27338 |
| 1990 | 1990 |  | 27446     | 27446 |
| 1995 | 1995 |  | 27326     | 27326 |
| 2000 | 2000 |  | 25493     | 25493 |
| 2005 | 2005 |  | 25227     | 25227 |
| 2010 | 2010 |  | 24611     | 24611 |
| 2015 | 2015 |  | 25066     | 25066 |
| Sursa: SCB - Statistika Centralbyrån, Folkmängd efter region, civilstånd, ålder och kön. År 1968–2016 |      |  |           |       |